# Magnolia punduana
Espèce
Synonymes
- Michelia punduana Hook.f. & Thomson
- Sampacca punduana (Hook.f. & Thomson) Kuntze

Statut de conservation UICN

 DD  : Données insuffisantes
Magnolia punduana est une espèce de plantes à fleurs de la famille des Magnoliaceae. C'est un arbre trouvé en Inde.

## Description
C'est un arbre.

## Répartition et habitat
L'espèce est trouvé dans l'Arunachal Pradesh et l'Assam, en Inde.
Elle pousse en milieu tropical humide.